# Oltcit Club
Oltcit Club е супермини, произвеждан между 1981 и 1991 година, разработен в сътрудничество между "Ситроен" от Франция и Oltcit – съвместно предприятие с румънското правителство.